# Eosinophilie

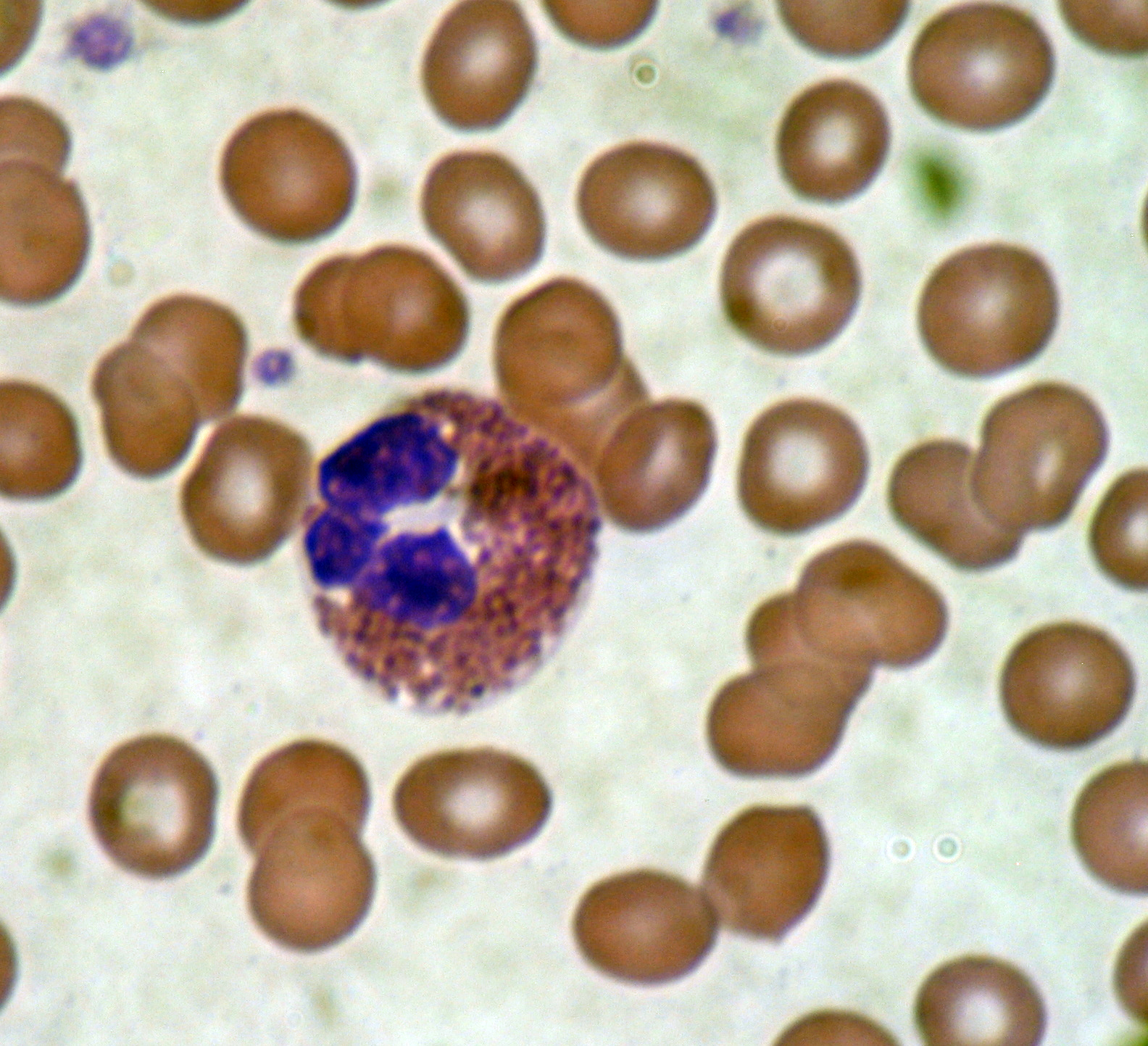
Eosinophiler Granulozyt in einem Blutausstrich

Eosinophilie ist ein medizinischer Fachausdruck für die Erhöhung der Zahl bestimmter Blutzellen, den eosinophilen Granulozyten (kurz: Eosinophile) im Blutbild. Sie ist eine Sonderform der Leukozytose. Die formale Definition einer Eosinophilie fordert mehr als 0,5 × 109 Eosinophile/l (0,5/nL) im peripheren Blut. Liegen mehr als 1,5 × 109 Eosinophile/l über einen längeren Zeitraum vor, spricht man von einer Hypereosinophilie.
In der Histologie wird der Begriff Eosinophilie für Strukturen verwendet, die sich mit Eosin rot anfärben. Synonym für dieses Färbeverhalten ist der Begriff Azidophilie. Siehe hierzu insbesondere unter Histologie (Abschnitt Färbemethoden der Histologie).

## Funktionelle Vorbemerkungen
Eosinophile werden im Knochenmark unter dem Einfluss von Interleukin-5 produziert und verhalten sich hinsichtlich Speicherung und Freisetzung ähnlich den neutrophilen Granulozyten. Eosinophile sind eine Hauptkomponente bei Überempfindlichkeitsreaktionen. Wenn sich Antigene von Parasiten oder Allergene an spezifische IgE an Mastzellen binden, setzen diese Histamin frei, das Eosinophile anlockt.
Die Eosinophilenzahl im Blut ist ein Indikator der Knochenmarksproduktion bzw. des Bedarfs und Verbrauchs dieser weißen Blutkörperchen. Eine Reihe von Erkrankungen löst eine deutliche eosinophile Entzündungsantwort aus, die jedoch nicht in einer Eosinophilie im Blut sichtbar sein muss. Die Referenzwerte für die Normalzahl von Eosinophilen variieren geographisch erheblich. In südlichen Regionen werden höhere Normalwerte als in nördlichen Regionen beobachtet. Eine vermehrte Zahl von Eosinophilen ist oft ein Anzeichen beginnender Genesung und wird deshalb auch als „Morgenröte der Genesung“ bezeichnet.

## Ursachen
Die wichtigste Ursache für Eosinophilie sind Allergien, vor allem IgE-bedingte Überempfindlichkeitsreaktionen. Auch Parasiten (z. B. Leberegel, Nematoden oder Ektoparasiten) können eine Eosinophilie auslösen. Auch chronische granulomatöse Erkrankungen durch Pilze oder Fremdkörper können mit einer Zunahme der Eosinophilen einhergehen.
Einige Neoplasien wie Mastzelltumore (selten auch Lymphome) können eine Eosinophilie verursachen. Die eosinophile Leukämie ist eine seltene Erkrankung bei Katzen.
Im Zusammenhang mit der Einnahme von Tryptophan ist es Ende der 1980er Jahre zum Eosinophilie-Myalgie-Syndrom gekommen.
Eine Eosinophilie ist häufig mit einer Basophilie vergesellschaftet.

## Auswirkungen
Eine Eosinophilie ist normalerweise ein natürlicher Teil der Immunreaktion des Körpers, ist somit keine Krankheit, sondern ein Symptom. Bei starker Zunahme kann ein Hypereosinophiles Syndrom vorliegen.

## Eosinopenie
Als Eosinopenie wird ein Mangel der Anzahl Eosinophiler im Blut bezeichnet. Da Glukokortikoide die Freisetzung von Eosinophilen aus dem Knochenmark reduzieren und den Zelltod (Apoptose) dieser Zellen in den Geweben fördern, kann eine Verabreichung dieser Hormone oder eine erhöhte Bildung in der Nebenniere (z. B. bei Stress) zu einer Eosinopenie führen.